# Lodewijk Napoleon van Randwijck
Lodewijk Napoleon graaf van Randwijck (Amsterdam, 2 mei 1807 - 's-Gravenhage, 4 december 1891) was een ultra-conservatief Nederlands minister en bestuurder uit de eerste helft van de negentiende eeuw.
Hij was van 1829 tot 1835 advocaat te Arnhem, van 1835 tot 1837 vrederechter te Elst en Bemmel. Hierna werd hij gedeputeerde in Gelderland en gouverneur van Drenthe en later van Gelderland. Hij zag als minister van Binnenlandse Zaken een poging om het kiesrecht in de provincies en gemeenten te herzien, mislukken.
Hij was korte tijd minister van Buitenlandse Zaken, maar trad in maart 1848 af als minister, nadat koning Willem II buiten de ministers om de Tweede Kamervoorzitter had gevraagd de in de Tweede Kamer levende wensen voor Grondwetsherziening kenbaar te maken. Ook na 1848 bleef hij nog functies vervullen, met name aan het hof. Als afgevaardigde voor Hoogeveen verzette hij zich tussen 1848 en 1850 tevergeefs tegen de Thorbeckiaanse wetgeving.
Van Randwijck was het enig kind van de bij de Leidse buskruitramp omgekomen Frans Steven Karel graaf van Randwijck (1774-1807). Zijn moeder was de oudste dochter van Philip Julius van Zuylen van Nijevelt.
- Biografisch Portaal: 09663015
- Gemeinsame Normdatei: 122684745
- International Standard Name Identifier: 0000 0000 2206 0347
- Nederlandse Thesaurus van Auteursnamen: 069961247
- Parlement.com: vg09ll5l7cy0
- Virtual International Authority File: 901741
- WorldCat: E39PBJgxkgrgXWfvG6XG7Wg9Xd